# Hōki-ji
Hōki-ji o Hokki-ji (法起寺?), formalmente conocido como Okamoto-dera (岡本寺?) e Ikejiri-dera (池後寺?), es un templo budista en Okamoto, Ikaruga, Nara (Japón). El título honorario que precede al nombre del templo, sangō, es "Kōhonzan" (岡本山?), aunque rara vez se utiliza. El templo fue construido en honor a Avalokitesvara, y una estatua de 11 caras de la diosa es el objeto principal de culto en el templo. Hōki-ji es, a menudo, considerado como uno de los siete grandes templos fundados por el príncipe Shōtoku, sin embargo, el templo no se terminó hasta algunas décadas después de su muerte. En 1993, fue registrada como Patrimonio de la Humanidad por la Unesco como uno de los Monumentos budistas de la región de Hōryū-ji.

## Historia

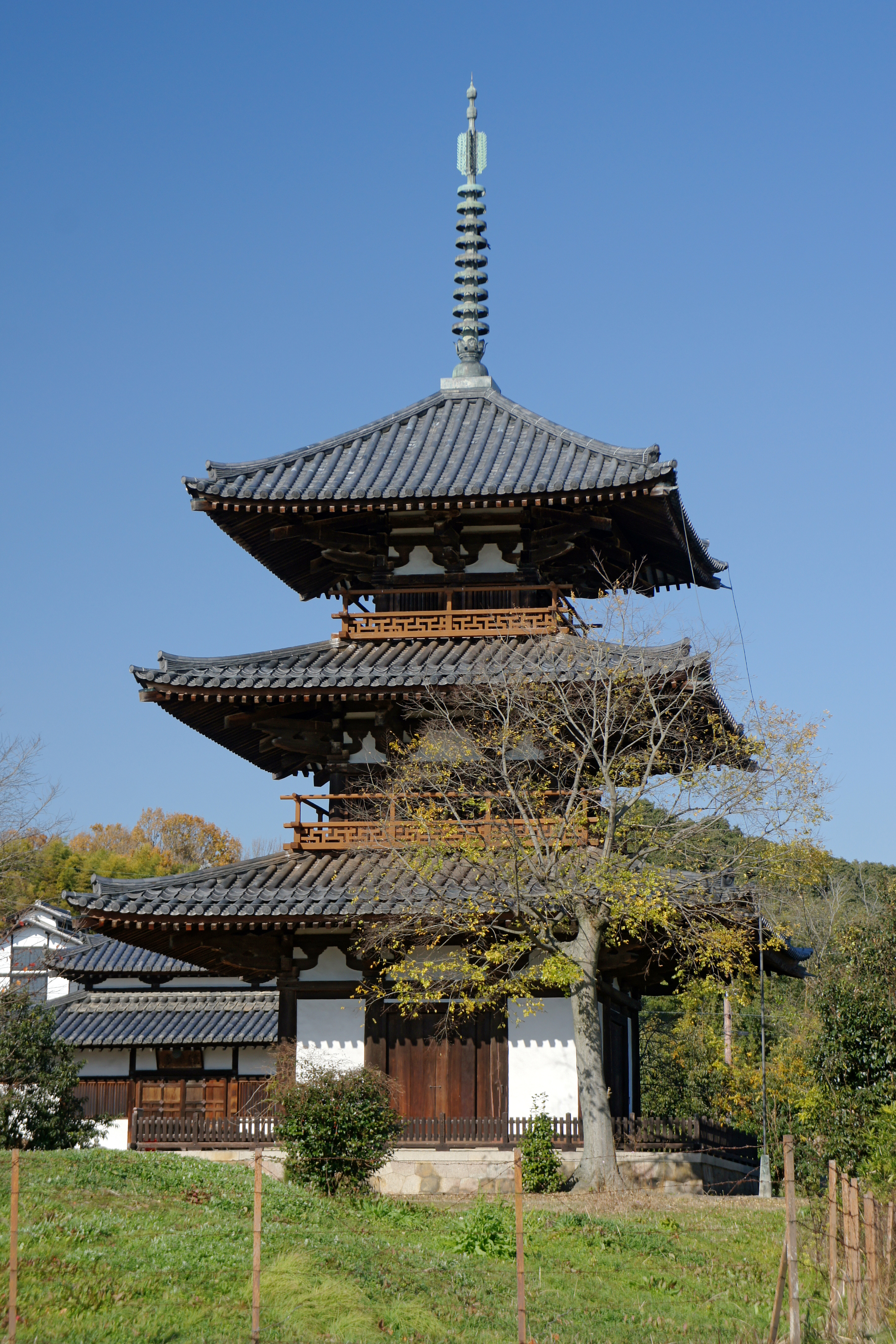
La pagoda de tres pisos de Hōki-ji es Tesoro Nacional de Japón.

Hōki-ji se encuentra en la ciudad de Ikaruga, un pueblo que siempre ha sido un punto central del budismo japonés. La zona alberga otros numerosos templos antiguos relacionados con el príncipe Shōtoku, tales como Hōrin-ji y Chūgū-ji. Hōki-ji se encuentra al pie de una colina al noreste de Hōryū-ji Tō-in. Se dice que el templo se encuentra sobre las ruinas del palacio "Okamoto no Miya" (岡本宮?), en donde el príncipe Shōtoku había dado conferencias sobre el Sutra del Loto, y que de acuerdo a la última voluntad del testamento del príncipe, su hijo, el príncipe Yamashiro (Yamashiro no Ōe no ō) reconstruyó el antiguo palacio convirtiéndolo en un templo. Las excavaciones realizadas en todo el recinto del templo han revelado los restos de un edificio cuyos pilares estaban en contacto directo con la tierra (es decir, no había piedra), lo que confirma que otro edificio habían ocupado los terrenos antes de Hōki-ji. El templo se presenta de tal manera que la sala principal y la pagoda se encuentran alineados a lo largo del eje este-oeste, similar a la disposición de Hōryū-ji Sai-in. Sin embargo, la sala principal de Hōki-ji se encuentra en el oeste, y la torre se encuentra en el este, al contrario que Hōryū-ji Sai-in. Este tipo de diseño del templo ha llegado a ser conocido como "estilo Hōki-ji".

## Interés cultural
El único edificio original que queda es la pagoda de 24 metros de altura de tres pisos, que es la más antigua de su tipo en Japón, y parte del Tesoro Nacional. La sala de conferencias es una reconstrucción de 1694, y el salón Shōten-do es una reconstrucción de 1863.
El santuario alberga una estatua de madera de 11 caras de 3,5 m de altura de Avalokitesvara que se construyó en la segunda mitad del siglo X. Una imagen en cobre de una bodhisattva construida en la segunda mitad del siglo VII se encuentra confiada al Museo Nacional de Nara. Estos dos elementos han sido designados Bienes Culturales Importantes.